# Tom Witkowski

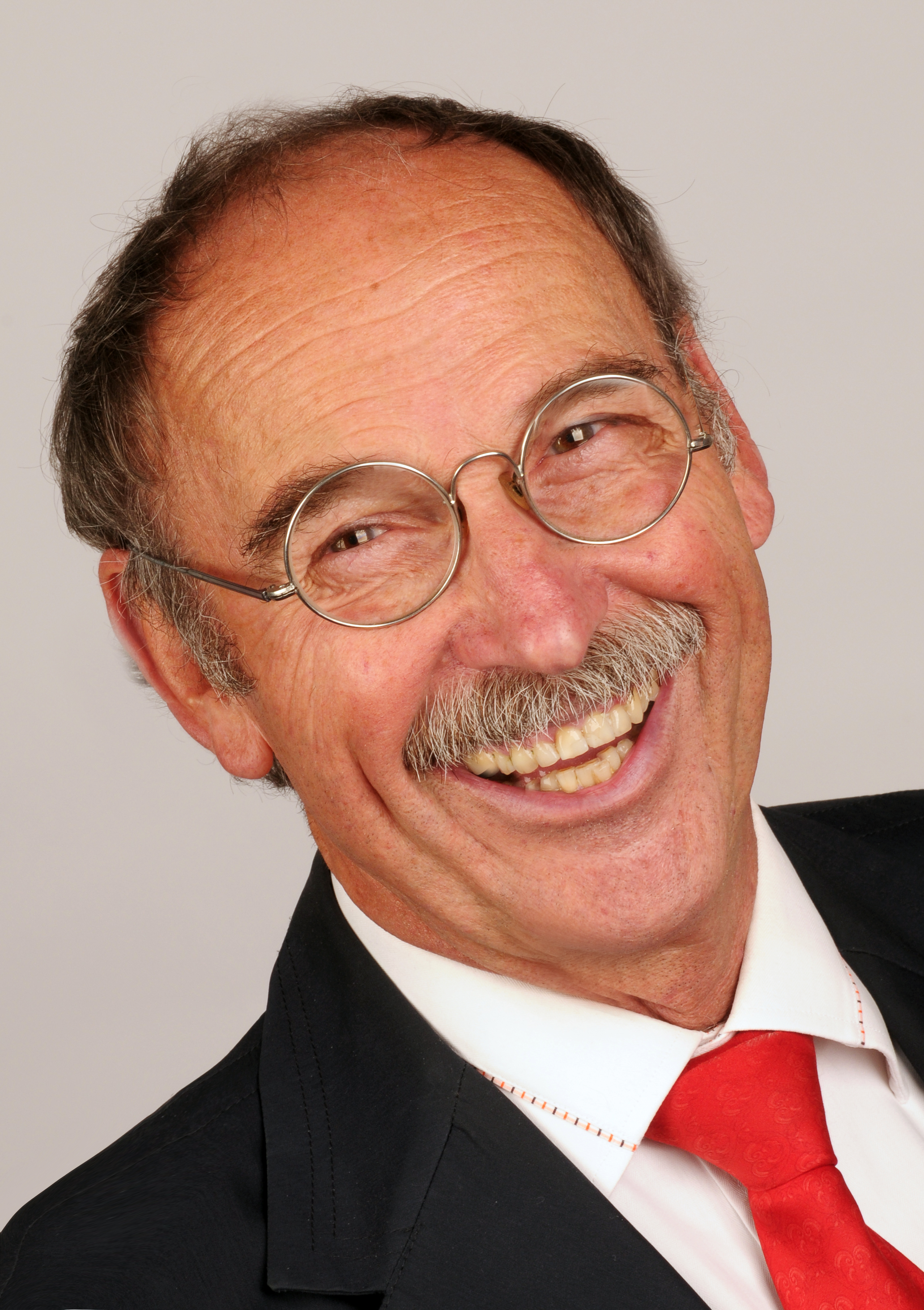
Tom Witkowski 2014

Tom Witkowski (* 29. November 1937 in Ohlau (Schlesien), dem heutigen Oława, als Günter Klaus Witkowski) ist ein deutscher Schauspieler, Regisseur und Dozent. Witkowski lebt in Aachen.

## Leben

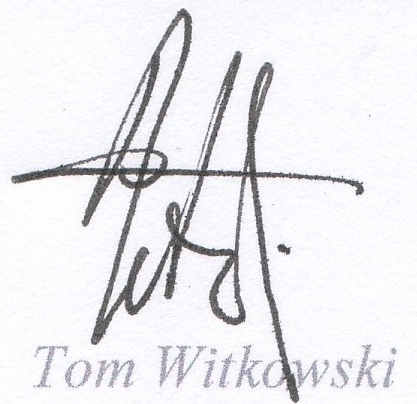
Signatur

Seine Eltern waren der 1941 gefallene Konrad Witkowski und Erna Martha Frieda Witkowski. Infolge der Kriegsereignisse flüchtete Tom Witkowski mit seiner Mutter und zwei seiner drei Geschwister über Dresden (kurz vor der Bombardierung der Stadt) quer durch das zerstörte Deutschland; Stationen waren Sondernau und Hoffenheim, bis er schließlich in Eßlingen am Neckar heimisch wurde.
Tom Witkowski absolvierte an der Hochschule für Musik und Darstellende Kunst Stuttgart unter Leitung Lilly Ackermann eine Schauspielausbildung.
Zur Goldenen Hochzeit mit der Schauspielerin Michaela Halder am 7. Dezember 2011 gratulierte eine Abordnung des belgischen Königs Albert II., da Witkowski zu dieser Zeit in Belgien lebte.

## Wirken
In der Liveaufzeichnung des Süddeutschen Rundfunks Stuttgart spielte Witkowski seine erste Fernsehrolle in Der Page des Königs. Am 30. Dezember 1956 übertrug die ARD das Stück Jeanne oder Die Lerche von Jean Anouilh mit Liselotte Pulver in der Hauptrolle.
1958 gründete Tom Witkowski aus dem Wandertheater Der Thespiskarren, Tübingen gemeinsam mit den Kollegen Heinz E. Johst und Werner Johst das Zimmertheater Tübingen. Am 6. Dezember 1958 war die Eröffnungsvorstellung mit Blick zurück im Zorn von John Osborne. Zum 50-jährigen Bestehen erschien eine Festschrift von Bernd Mahl: Gute alte Zukunft. 50 Jahre Zimmertheater Tübingen. Eine Chronik von 1958–2008.
Witkowski war als Schauspieler im Ensemblemitglied am Düsseldorfer Schauspielhaus bei Generalintendant Karl-Heinz Stroux. Hier spielte unter anderem mit Ewald Balser, Maria Wimmer und Nicole Heesters. In Eugène Ionescos Theaterstück Die Nashörner spielte er 1985 die Hauptrolle des Behringer.

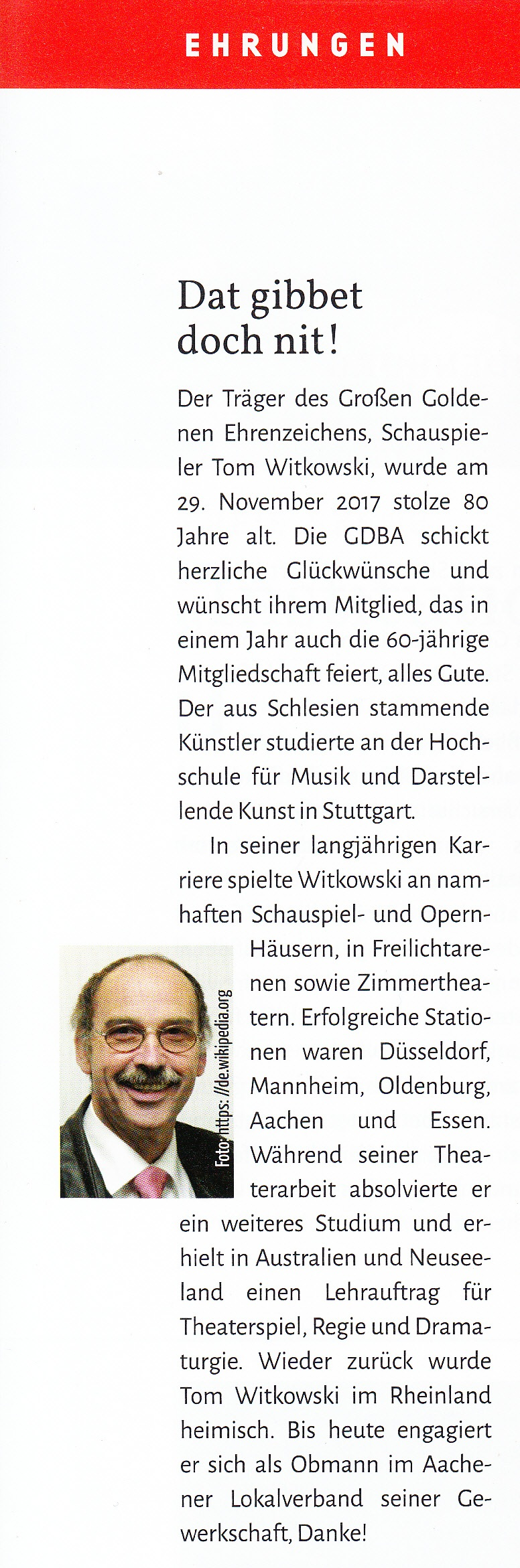
GDBA Genossenschaft Deutscher Bühnen-Angehöriger
_{ 69. Jahrgang Dez. 2017}

Im Jahr 1969 trat er im Programm Es geht um den Kopf als Kabarettist am Düsseldorfer Kom(m)ödchen mit Lore Lorentz auf.
Am Theater Krefeld spielte er in Der Seidene Schuh von Paul Claudel neben Elisabeth Trissenaar unter der Regie von Hans Neuenfels die Rolle des Don Camillo.
Tom Witkowski gehörte als 1. Charakterspieler (Protagonist) zum Schauspiel-Ensemble des Nationaltheaters Mannheim. Er spielte u. a. mit Buddy Elias im Zweipersonenstück Revanche sowie den Nada im Belagerungszustand von Albert Camus. Der 1. Charakterspieler war zu dieser Zeit neben den Aufgaben als Schauspieler für die praktische Ausbildung der jungen Eleven verantwortlich.
In dem von Intendant Lothar Schmidt-Mühlisch 1970 gegründeten und von Michaela Halder mit geleiteten Theater im Bonn Center in Bonn war er neben seiner Tätigkeit am Mannheimer Nationaltheater Regisseur von Edward Albees Wer hat Angst vor Virginia Woolf?.
Als 1. Charakterspieler war Witkowski am Staatstheater Oldenburg bei Intendant Harry Niemann. Zu den wesentlichen Arbeiten zählten Die verlorene Ehre der Katharina Blum von Heinrich Böll sowie Wie dem Herrn Mockinpott das Leiden ausgetrieben wird von Peter Weiss. Daneben hatte er einen Lehrauftrag für Sprechtechnik im Rahmen der Fächer Deutsch und Kunst am Oldenburg-Kolleg.
Tom Witkowski war Ensemblemitglied als Regisseur und 1. Charakterspieler am Theater Aachen bei den Intendanten Peter Maßmann, Manfred Mützel und Klaus Schultz. Hier spielte er unter anderem den Tellheim in Minna von Barnhelm und die Paraderollen in den Stücken Bezahlt wird nicht und Hohn der Angst von Dario Fo.
Zwischenzeitlich absolvierte er im Jahr 1982 eine Theatertournee mit dem Einpersonenstück Bericht für eine Akademie von Franz Kafka. Damit trat er in Australien auf in den Departments of Germanic Languages and Literature der Macquarie University of Sydney, der Monash University in Melbourne, der University of Canberra und der University of Adelaide. Anschließend wurde das Stück in Neuseeland an der University of Auckland, der Victoria University of Wellington, der University of Canterbury in Christchurch und an der University of Otago (Māori: Te Whare Wānanga o Otāgo) in Dunedin aufgeführt.
Der Intendant des Aachener Theaters, Manfred Mützel, übernahm 1985 die Intendanz des Theaters Essen und bat Witkowski, ihn als 1. Charakterspieler an seine neue Wirkungsstätte zu begleiten. Hier spielte er u. a. die Rolle des Möbius in Die Physiker von Dürrenmatt und den Protagonisten Behringer in Die Nashörner von Ionesco. Im Schauspiel Cromwell von Christoph Hein unter der Regie von Hansgünther Heyme wurde von einem der 12 Soldaten (Statisten) ungeplant ein Stuhl an eine Leiter geschoben. Witkowski stand hoch auf dieser Leiter vor einem Tribunal und wurde innerhalb der Rolle zum Tode verurteilt. Das Erschießungskommando exekutierte ihn, worauf er tot von der Leiter mit dem Rücken voraus auf den Sitz des Stuhles stürzte, welcher dort nicht hätte stehen dürfen. Eine Rückenmarksverletzung unterbrach Witkowskis Schauspielkarriere für zwölf Jahre.

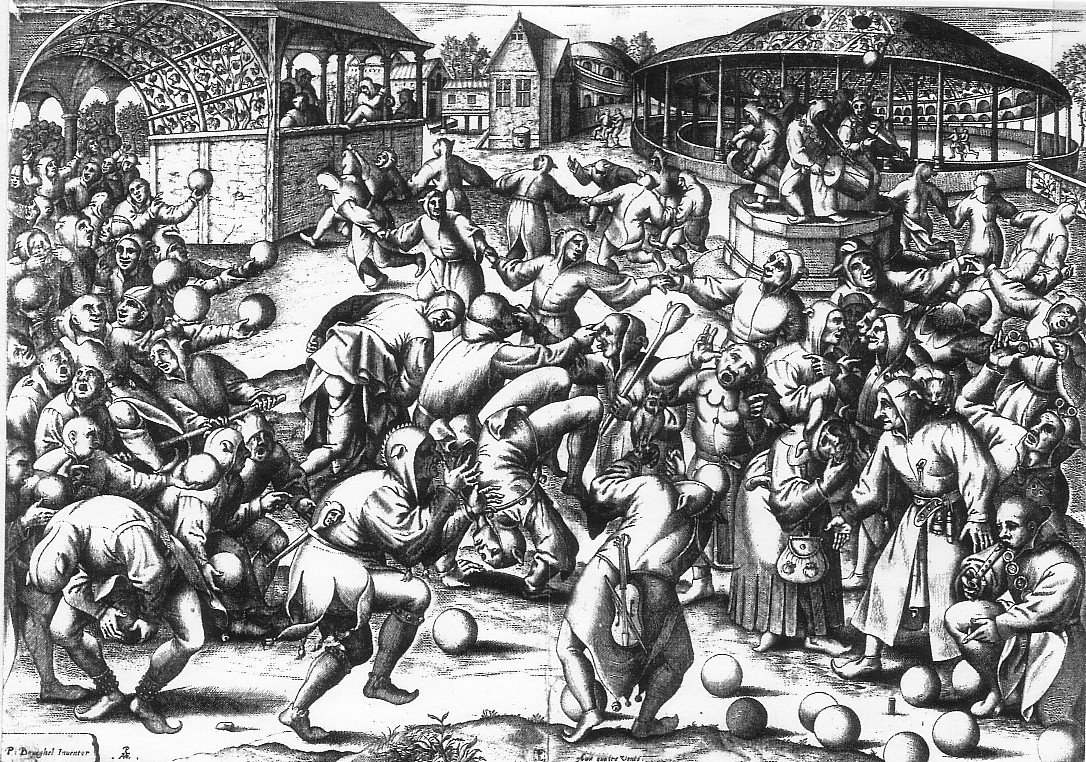
Das Narrenfest (Narrenkonvent um 1500) von Pieter Bruegel der Ältere – ist Grundlage für Das Narrenfest von Tom Witkowski

Während er in Hellenbahn wohnte, schrieb Witkowski das Theaterstück Das Narrenfest (ein Fest für Clowns und ein Fressen für Schauspieler), welches gleichzeitig in den Sprachen Deutsch, Niederländisch und Französisch aufgeführt wurde, so z. B. in Lüttich (Belgien), Maastricht (Niederlande) und Aachen (Deutschland).
Zur Karlspreisverleihung an Königin Beatrix der Niederlande 1996 wurde Das Narrenfest im Rahmen der Feierlichkeiten unter dem Titel Comedia del Regio in Aachen aufgeführt und erhielt die Karlspreismedaille.

### Aachen ab 1995
Nachdem Witkowski ab 1995 nach Kelmis zog, wurde er in Aachen zum Vorstandsvorsitzenden (Intendant) von AKuT, der Aachener Kultur und Theaterinitiative, gewählt, welche das Theater99 betreibt. Diese Position hatte er zehn Jahre lang inne. AKuT ist ein Zusammenschluss von etwa 30 Amateurtheatergruppen.
1996 gründete er eine Theaterschule, die Akademie ff (Akademie für freies Theater Aachen). Hieraus entwickelte sich die Theaterschule Aachen, welche seine Kollegin Ingeborg Meyer von 2011 bis 2024 leitete.
Neben seiner Arbeit am Theater Aachen war er an mehreren Theatertourneen beteiligt, so am Bertolt-Brecht-Klassiker Die heilige Johanna der Schlachthöfe und ist Mitglied der Kulturkonferenz Regio Aachen.
Anlässlich des European Culture Forum 2013 in Brüssel war Witkowski Mitglied einer dreitägigen Zusammenkunft von über 1000 Kulturschaffenden aus allen Mitgliedsländern der EU. Innerhalb dieser Sprachenvielfalt wurde Witkowskis Theaterstück Die Zugvögel – ein Fest für Europa in 10 Sprachen realisiert. Alle Akteure sprachen in ihrer Muttersprache, so dass ein Babylonisches Gewirr entstand, aber jeder durch eine entsprechende Konzeption des Theaterstückes verstanden werden konnte.

## Auszeichnungen
- Witkowski ist Träger des Großen Goldenen Ehrenzeichens der Genossenschaft Deutscher Bühnen-Angehöriger (GDBA)

## Theaterregie (Auswahl)
- 1956: Der Diener zweier Herren von Carlo Goldoni
- 1958: Gottes Utopia von Stefan Andres
- 1959: Die Stühle von Eugène Ionesco
- 1960: Der neue Mieter von Eugène Ionesco
- 1972: Wer hat Angst vor Virginia Woolf? von Edward Albee
- 1979: Der Printenmann von David Wood
- 1980: Der Erzbischof ist da von Peter Sattmann
- 1981: Pinocchio von G.A. Werth
- 1982: Bericht für eine Akademie von Franz Kafka.
- 1989: Wie dem Herrn Mockinpott das Leiden ausgetrieben wird von Peter Weiss – Regie
- 1991: Konditorei Myriam von Ivan Klima (mit Theater Bohème und Stiehlbruch Theater) im Theater99 Aachen
- 1996: Comedia del Regio von Tom Witkowski (Zur Karlspreisverleihung an Königin Beatrix der Niederlande)
- 2003: Das Narrenfest von Tom Witkowski (ein Fest für Clowns und ein Fressen für Schauspieler)

## Theaterrollen (Auswahl)

### Tübinger Zimmertheater
| Jahr | Rolle           | Theaterstück           | Autor              | Regie           |
| ---- | --------------- | ---------------------- | ------------------ | --------------- |
| 1958 | Cliff Lewis     | Blick zurück im Zorn   | John Osborne       | Heinz E. Johst  |
| 1959 | Jan             | Das Missverständnis    | Albert Camus       | Wolfgang Müller |
| 1959 | Jim D. O’Conner | Die Glasmenagerie      | Tennessee Williams | Heinz E. Johst  |
| 1959 | Sprecher        | Korczak und die Kinder | Erwin Sylvanus     | Wolfgang Müller |
| 1960 | Isidor          | Der Tugendpreis        | Guy de Maupassant  | Wolfgang Müller |

### Düsseldorfer Schauspielhaus
| Jahr | Rolle              | Theaterstück                                 | Autor               | Regie                |
| ---- | ------------------ | -------------------------------------------- | ------------------- | -------------------- |
| 1961 | Dichter            | Caligula                                     | Albert Camus        | Jean-Pierre Ponnelle |
| 1961 | Geselle            | Andorra                                      | Max Frisch          | Reinhard Spörri      |
| 1962 | Hortensio          | Kiss Me, Kate (Musical) mit Olive Moorefield | Cole Porter         | Jean-Pierre Ponnelle |
| 1963 | Cinna              | Julius Cäsar                                 | William Shakespeare | Karl-Heinz Stroux    |
| 1964 | Trauerweidenwalter | Dreigroschenoper                             | Bertolt Brecht      | Werner Kraut         |
| 1965 | Schwächlich        | König Heinrich IV                            | William Shakespeare | Karl-Heinz Stroux    |
| 1965 | Achter Bruder      | Uraufführung Hunger und Durst                | Eugène Ionesco      | Karl-Heinz Stroux    |

### Theater Krefeld/Mönchengladbach
| Jahr | Rolle      | Theaterstück                                     | Autor              | Regie            |
| ---- | ---------- | ------------------------------------------------ | ------------------ | ---------------- |
| 1966 | Jussup     | Der Kaukasische Kreidekreis mit Hans Ernst Jäger | Bertolt Brecht     | Joachim Fontheim |
| 1967 | Wurm       | Kabale und Liebe (Luise Millerin)                | Friedrich Schiller | Rudolf Krieg     |
| 1967 | Hortensio  | Küss mich Kätchen                                | Cole Porter        | Joachim Fontheim |
| 1968 | Mike       | Gerettet                                         | Edward Bond        | Hans Neuenfels   |
| 1968 | Don Camilo | Der seidene Schuh mit Elisabeth Trissenaar       | Paul Claudel       | Hans Neuenfels   |

### Nationaltheater Mannheim
| Jahr | Rolle                          | Theaterstück             | Autor                | Regie               |
| ---- | ------------------------------ | ------------------------ | -------------------- | ------------------- |
| 1969 | Nada                           | Belagerungszustand       | Albert Camus         | Andreas Gerstenberg |
| 1969 | Tybald                         | Romeo und Julia          | William Shakespeare  | Ilo von Janko       |
| 1970 | Der verräterische Würdenträger | Trauung                  | Witold Gombrowicz    | Ernst Dietz         |
| 1970 | Don Camilo                     | Der Seidene Schuh        | Paul Claudel         | Ernst Dietz         |
| 1970 | Graf Leicester                 | Maria Stuart             | Friedrich Schiller   | Ernst Dietz         |
| 1971 | Der Bastard                    | König Johann             | Friedrich Dürrenmatt | Andreas Gerstenberg |
| 1972 | Stallmeister                   | August, August, August   | Pavel Kohut          | Günter Fischer      |
| 1973 | Oberon – Theseus               | Ein Sommernachtstraum    | William Shakespeare  | Herbert Kreppel     |
| 1974 | Milo Tindle                    | Revanche mit Buddy Elias | Anthony Shaffer      | Paul Schalich       |
| 1975 | Dr. Konrad Thoss               | Sturm im Wasserglas      | Bruno Frank          | Gerd Westphal       |
| 1975 | Lauterbach                     | Himmelwärts              | Ödön von Horváth     | Otto Schnelling     |
| 1975 | Wurst                          | Mockinpott               | Peter Weiss          | Alois-Michael Heigl |

### Staatstheater Oldenburg
| Jahr | Rolle      | Theaterstück                                          | Autor                    | Regie          |
| ---- | ---------- | ----------------------------------------------------- | ------------------------ | -------------- |
| 1976 | Marinelli  | Emilia Galotti                                        | Gotthold Ephraim Lessing | Gerhard Jehlen |
| 1976 | AA         | Emigranten                                            | Slawomir Mrozek          | Rudolf Plent   |
| 1977 | Joxer Daly | Juno und der Pfau                                     | Sean O’Casey             | Peter Heeg     |
| 1978 | Mockinpott | Wie dem Herrn Mockinpott das Leiden ausgetrieben wird | Peter Weiss              | Peter Heeg     |
| 1978 | Louis      | Die schmutzigen Hände                                 | J. Paul Sartre           | Otto Wilhelm   |

### Theater Aachen
| Jahr | Rolle     | Theaterstück                     | Autor                    | Regie           |
| ---- | --------- | -------------------------------- | ------------------------ | --------------- |
| 1979 | Giovanni  | Bezahlt wird nicht               | Dario Fo                 | Wolfgang Nitsch |
| 1980 | Der Alte  | Die Stühle                       | Eugene Ionesco           | Wolfgang Nitsch |
| 1981 | Philinte  | Der Menschenfeind                | Hans Magnus Enzensberger | Hermann Molzer  |
| 1982 | Bräutigam | Die Bluthochzeit mit Martha Mödl | Frederico Garcia Lorca   | Walter Pohl     |
| 1983 | Petruchio | Der Widerspenstigen Zähmung      | Shakespeare              | Dieter Löbach   |
| 1983 | Rotpeter  | Bericht für eine Akademie        | Franz Kafka              | Tom Witkowski   |
| 1983 | Antonio   | Hohn der Angst                   | Dario Fo                 | Fritz Matthiae  |
| 1984 | Tellheim  | Minna von Barnhelm               | Gotthold Ephraim Lessing | Dieter Löbach   |
| 1985 | Hermann   | Nicht Fisch nicht Fleisch        | Franz Xaver Kroetz       | Fritz Matthiae  |

### Theater Essen
| Jahr | Rolle       | Theaterstück          | Autor                | Regie                |
| ---- | ----------- | --------------------- | -------------------- | -------------------- |
| 1985 | Bérenger    | Die Nashörner         | Eugene Ionesco       | Günther Ballhausen   |
| 1985 | Oberon      | Ein Sommernachtstraum | Shakespeare          | Imo Moszkowicz       |
| 1986 | Möbius      | Die Physiker          | Friedrich Dürrenmatt | Hans Dieter Schwarze |
| 1987 | Chor Manuel | Die Braut von Messina | Friedrich Schiller   | Hansgünther Heyme    |
| 1987 | Sergeant    | Cromwell              | Cristoph Hein        | Hansgünther Heyme    |

### Grenzlandtheater Aachen
| Jahr | Rolle     | Theaterstück                         | Autor          | Regie           |
| ---- | --------- | ------------------------------------ | -------------- | --------------- |
| 2002 | Intendant | Casablanca                           | Ulf Dietrich   | Manfred Langner |
| 2006 | Graham    | Die heilige Johanna der Schlachthöfe | Bertolt Brecht | Manfred Langner |

## Filmografie (Auswahl)
- 1957: Jeanne oder Die Lerche – Rolle: Der Page des Königs
- 1971: Tatort: Auf offener Straße
- 1973: Deutsche Erstaufführung des Stücks Der Mitmacher von Dürrenmatt am Nationaltheater Mannheim[10]
- 2007: Drei Männer[11]

## Hörspiele (Auswahl)
- 1970: ... von solchem Stoff, aus dem die Träume sind[12]
- 1972: Mitternachtskrimi Die sechs Streichhölzer[13]

## Werke (Auswahl)
- Das Narrenfest[6](ein Fest für Clowns und ein Fressen für Schauspieler)
- Comedia del Regio (Zur Karlspreisverleihung an Königin Beatrix der Niederlande 1996)
- Randale und Triebe frei nach Schiller[14]
- Die Zugvögel – Ein Fest für Europa – (Theater Konvent)